# Lương Thùy Linh (nghệ sĩ chèo)
Lương Thùy Linh (sinh năm 1983) là một nghệ sĩ chèo Việt Nam. Cô được nhiều khán giả biết đến qua các vở diễn như Thương nhớ trầu cau, Hai mươi năm thù hận, Bài ca giữ nước, Chuyện tình nàng sơn nữ, Lời ước nguyền,.... Nữ nghệ sĩ đã được Nhà nước Việt Nam phong tặng danh hiệu Nghệ sĩ Nhân dân năm 2023.

## Tiểu sử
Lương Thùy Linh sinh năm 1983 tại xã Việt Hùng, huyện Vũ Thư, tỉnh Thái Bình trong một gia đình không có ai làm nghệ thuật. Cô từng theo học lớp diễn viên chèo của Trường Văn hóa nghệ thuật tỉnh Thái Bình.
Năm 2009 - 2011, Lương Thùy Linh tiếp tục học tập tại Trường Đại học Văn hóa nghệ thuật Quân đội rồi về công tác tại Nhà hát Chèo Quân đội.
Ngoài một diễn viên chèo, Lương Thùy Linh cũng là một quân nhân của Quân đội nhân dân Việt Nam với quân hàm Trung tá.
Hiện tại, Lương Thùy Linh đang là Phó đoàn trưởng Đoàn 1, Nhà hát Chèo Quân đội.

## Thành tích

### Giải thưởng
- HCB tại Hội diễn toàn quân năm 2004
- HCV tại Liên hoan Sân khấu Chèo về đề tài hiện đại năm 2011 - Vai Hoài trong vở “Thương Nhớ Trầu Cau”
- HCV tại Cuộc thi Nghệ thuật Sân khấu Chèo chuyên nghiệp toàn quốc năm 2013 - vai Hoàng Hậu trong vở “Chu Văn An - Người thầy của muôn đời”
- HCV tại Hội diễn Nghệ thuật chuyên nghiệp toàn quân năm 2014 - vai Cúc vở “Nguyễn Chí Thanh sang trong như ngọc một con người”
- HCV tại Cuộc thi Nghệ thuật Sân khấu Chèo chuyên nghiệp toàn Quốc năm 2016 - vai Thị Dung vở “Đời Luận Anh Hùng”
- Giải diễn viên xuất sắc tại Cuộc thi Nghệ thuật Sân khấu chuyên nghiệp toàn quốc năm 2016
- HCV tại Liên hoan Sân khấu thủ đô năm 2016 - vai Hoàng Hậu vở “Ba Ngày Làm Vua”
- HCV tại Hội diễn Nghệ thuật chuyên nghiệp toàn quân năm 2018 - vai Mẹ Hường vở “Những Người Mẹ”
- HCV tại Liên hoan Nghệ thuật Sân khấu toàn quốc về đề tài hình tượng người chiến sĩ CAND năm 2020 - vai Cô Giáo Quỳnh vở “Hai Mươi Năm Thù Hận”

### Danh hiệu
- Chiến sĩ thi đua toàn Quân năm 2017
- Huy chương chiến sĩ vẻ vang hạng Ba năm 2014
- Nghệ sĩ ưu tú (NSƯT) năm 2015
- Nghệ sĩ nhân dân (NSND) năm 2023